# Кирово (Болгария)
Кирово (болг. Кирово) — село в Болгарии. Находится в Бургасской области, входит в общину Средец. Население составляет 44 человека (2022).

## Политическая ситуация
Кирово подчиняется непосредственно общине и не имеет своего кмета.
Кмет (мэр) общины Средец — Тодор Пройков Станчев (Болгарская социалистическая партия (БСП)) по результатам выборов в правление общины.